# Vol-au-vent

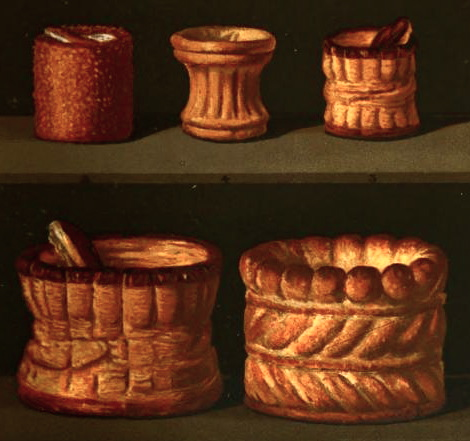
Prancha de Croustades, p.58, O Livro de Confeitaria de Jules Gouffé (1873)

Vol-au-vent ("voo-ao-vento") é uma iguaria de origem francesa, feita com massa folhada em formato de caixinhas que, depois de assadas no forno, são recheadas com misturas cremosas.